# 4068 Menestheus
4068 Menestheus este un asteroid descoperit pe 19 septembrie 1973 de Cornelis van Houten și Tom Gehrels.